# Anas ibn Mālik
Abū Hamza Anas ibn Mālik (arabisch أبو حمزة أنس بن مالك, DMG Abū Ḥamza Anas ibn Mālik geb. zw. 612 und 614 in Medina, gest. zw. 708 und 714 bei Basra) war ein Gefährte des Propheten Mohammed, auf den eine besonders große Zahl von Hadithen zurückgeführt wird. Während der Herrschaft der Kalifen ʿAbdallāh ibn az-Zubair, ʿAbd al-Malik und al-Walīd gehörte er zu den angesehensten und vermögendsten Persönlichkeiten von Basra. Bei vielen der in seinem Namen überlieferten Traditionen wird in der modernen westlichen Hadith-Forschung allerdings angenommen, dass sie ihm erst in späterer Zeit zugeschrieben wurden. Gautier H.A. Juynboll hat sogar in Zweifel gezogen, dass Anas jemals in direktem Kontakt mit dem Propheten stand.
Neben der Kunya Abū Hamza, die ihm der Prophet verliehen haben soll, war Anas ibn Mālik nach seinem ältesten Sohn Thumāma auch unter der Kunya Abū Thumāma bekannt.

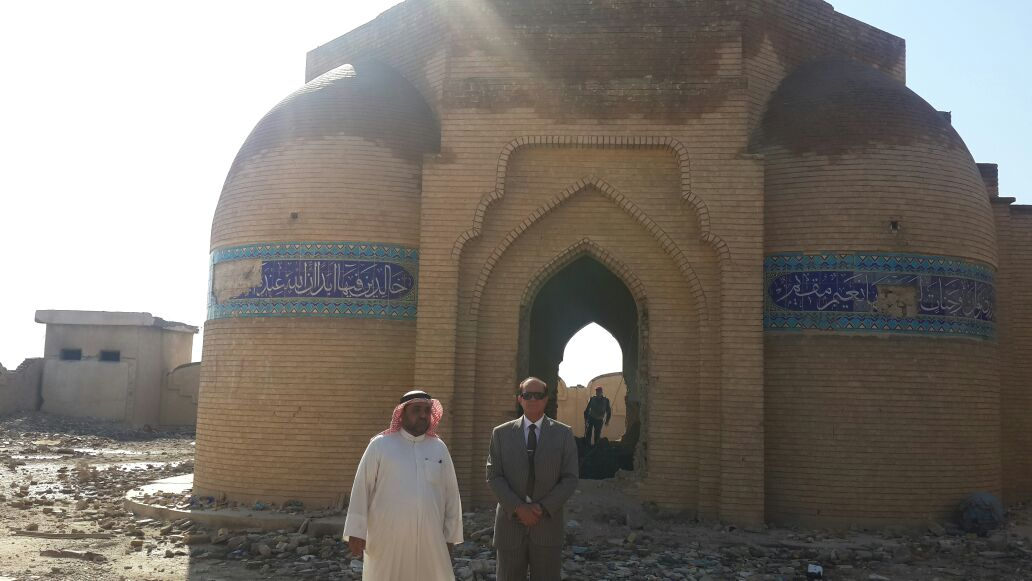
Grabmal von Anas ibn Malik in der irakischen Hafenstadt Basra

## Leben

### Frühe Jahre in Medina und Bahrain
Anas ibn Mālik war ein Sohn von Umm Sulaim bint Milhān und Mālik ibn an-Nadr, die beide den Banū an-Naddschār, einem Clan des Stammes Chazradsch, angehörten. Als Mohammed nach Medina übersiedelte, war Anas acht bzw. zehn Jahre alt. Anas wird mit der Aussage zitiert, dass Mohammed einmal zu Besuch kam und von seiner Mutter und ihren Schwestern verpflegt wurde, während Anas selbst ihm zu trinken gab. Bei einer anderen Gelegenheit soll Mohammed sie zu Hause besucht haben und nur mit Anas, seiner Mutter und deren Schwester Umm Harām außerhalb der üblichen Gebetszeiten ein Gebet verrichtet haben.
Seine Mutter war es auch, die ihn nach der Überlieferung als Diener in Mohammeds Haushalt gab. Es wird berichtet, dass er für Mohammeds Schuhwerk (naʿl) und sein Waschgefäß (idāwa) zuständig war. Mohammed soll ihm den Namen Abū Hamza (arab. ḥamza = Kraut) verliehen haben, als er einmal eine Krautpflanze vom Boden pflückte. Bei der Schlacht von Badr war Anas anwesend, kämpfte jedoch nicht mit. Er blieb bis zum Tode Mohammeds in dessen Dienst.
Nach einem Bericht, der auf Anas' Sohn Mūsā zurückgeführt wird, schickte Abū Bakr nach Erhebung zum Kalifen Anas zur Siʿāya, d. h. zur Erhebung der Sadaqa, nach Bahrain. Nach dem Herrschaftsantritt von ʿUmar ibn al-Chattāb kehrte er nach Medina zurück und leistete ihm den Treueid. Einen Teil des Betrages, den Anas in Bahrain eingenommen hatte, durfte er behalten.

### Teilnahme an den arabischen Eroberungszügen
Im Jahre 639 wurde Anas ibn Mālik auf Bitten von Abū Mūsā al-Aschʿarī nach Basra abgeordnet. Zusammen mit seinem Bruder Barā' ibn Mālik nahm er an der Eroberung der Stadt Tustar teil. Während Barā' den rechten Flügel kommandierte, fungierte Anas als Führer der Kavallerie. Nach der Eroberung der Stadt brachte er al-Hurmuzān, den persischen Oberkommandierenden der Stadt, zu ʿUmar ibn al-Chattāb nach Medina. Anas' Sohn Mūsā wird mit der Aussage zitiert, dass sein Vater insgesamt an acht Kriegszügen teilgenommen habe.
Der Kalif ʿUmar schenkte Anas einen Sklaven namens Sīrīn. Dieser bat Anas, sich von ihm freikaufen zu können, was Anas mit dem Argument ablehnte, dass er ihn, wenn er sterbe, gerne beerben würde. Sīrīn beschwerte sich daraufhin bei ʿUmar, der Anas befahl, ihm den Freikauf zu ermöglichen. Anas ließ Sīrīn daraufhin gegen eine Summe von 40.000 Dirham frei. Sīrīns Sohn Muhammad diente Anas ibn Mālik in Persien als Sekretär. Einer seiner Nachkommen wird mit der Aussage zitiert, Anas sei der geldgierigste von allen Gefährten Mohammeds (aḥraṣ aṣḥāb Muḥammad ʿalā l-māl) gewesen.

### Als herausragende Persönlichkeit der Stadt Basra
Anas erbaute sich bei Basra ein herrschaftliches Haus (qaṣr). Dieses befand sich anderthalb Parasangen von Basra entfernt an einem Aussichtspunkt (ṭaff) und hatte einen Garten, der zwei Mal im Jahr Früchte trug. Daneben hatte Anas noch drei weitere Häuser in Basra selbst. Eines befand sich in unmittelbarer der Freitagsmoschee, ein anderes in der Stephanusstraße (sikkat Iṣṭifānūs).
Anas fiel seinen Zeitgenossen auch durch sein prunkvolles Auftreten auf. Als er einmal bei einem Leichenzug gesehen wurde, hatte er so prächtige Kleidung an, dass man ihn für einen persischen Adligen (Dehqan) hielt. Meist trug er seidene Kleidung. Sein Turban, den er hinten locker herabhängen ließ, war aus schwarzer Seide, sein Schal und Obergewand aus besonders kostbarer gelber, roter oder grüner Seide. Sein Überwurf hatte Ärmel, die eine Elle breit waren, seinen Bart färbte er gelb oder rot. Er parfümierte sich mit Chalūq und trug am Finger einen Siegelring, auf dem ein liegender Löwe eingraviert war. Als er gefragt wurde, warum er selbst Seide trage, während er es anderen verbiete, rechtfertigte er sich damit, dass er diese Kleidung von den Herrschenden erhalten habe und er sie ihnen zu Gefallen trage.
Im Jahre 65 der Hidschra (= 684 n. Chr.), kurz nach dem Tode des umayyadischen Kalifen Yazid I. beauftragte der mekkanische Kalif ʿAbdallāh ibn az-Zubair Anas, den Bewohnern von Basra als Vorbeter zu dienen, eine Aufgabe, die er für vierzig Tage wahrnahm, bevor Ibn Muʿammar (gest. 701) das Statthalteramt übernahm.
Nach Ibn al-Athīr hatte Anas insgesamt 80 Söhne und zwei Töchter. Er selbst wird mit der Aussage zitiert, dass er 106 bzw. 120 Kinder habe und derjenige Prophetengefährte von den Ansār mit den meisten Kindern und dem größten Vermögen überhaupt sei. Bei der dreitägigen Pest von al-Dschārif im Jahr 688/89, bei der etwa 200.000 Menschen starben, verlor er aber 70 oder 80 seiner Kinder. Bis zu der Eroberung Basras durch al-Haddschādsch ibn Yūsuf im Jahre 691 wurden angeblich sogar über 100 bzw. 120 seiner Nachkommen begraben.

### Konfrontation mit al-Haddschādsch ibn Yūsuf
Nachdem al-Haddschādsch ibn Yūsuf Basra und Medina für die Umayyaden erobert hatte, ließ er Anas zur Erniedrigung ein Bleisiegel um den Hals hängen. Anas unterstützte umgekehrt den Aufstand des ʿAbdallāh ibn al-Dschārūd gegen al-Haddschādsch, sein Sohn ʿAbdallāh wirkte an dem Aufstand mit und kam dabei zu Tode.
Eine erneute Konfrontation mit al-Haddschādsch ergab sich bei dem Aufstand von ʿAbd ar-Rahmān ibn al-Aschʿath (701–703). An diesem Aufstand nahm Anas' Sohn an-Nadr teil, während Anas selbst gegen al-Haddschādsch hetzte und für Ibn al-Aschʿath Partei ergriff. Man machte daraufhin einen nächtlichen Überfall auf sein Haus und brachte ihn vor al-Haddschādsch. Auf Anas' Arm wurden die Worte ʿAtīq al-Ḥaǧǧāǧ („Der Freigelassene von al-Haddschādsch“) eingebrannt. Dieser beschwerte sich daraufhin beim Kalifen, der seinen General maßregelte.
Nach einer anderen Überlieferung, die Ibn al-Athīr und Ibn ʿAbd Rabbih anführen, zog al-Haddschādsch auch Anas' Güter ein und warf ihm bei einer persönlichen Gegenüberstellung vor, sich immer wieder an aufrührerischen Aktivitäten beteiligt zu haben, zunächst an der Seite von ʿAlī ibn Abī Tālib, dann zusammen mit ʿAbdallāh ibn az-Zubair und schließlich mit Ibn al-Dschārūd. Anas, der von al-Haddschādsch beschimpft wurde, beschwerte sich daraufhin brieflich beim Kalifen ʿAbd al-Malik. Dieser entschuldigte sich bei ihm für das respektlose Verhalten seines Generals und forderte al-Haddschādsch dazu auf, Anas und seine Familie ehrenvoll zu behandeln und ihm sein Vermögen zurückzugeben, was al-Haddschādsch auch tat.
Nach verschiedenen Berichten, die Ibn ʿAsākir anführt, besuchte Anas noch während des Kalifats von al-Walīd mehrmals Damaskus. Er soll dort mit dem Kalifen Kontakt gehabt haben und von verschiedenen Autoritäten wie Makhūl ibn Abī Muslim und Ibn Schihāb az-Zuhrī zu verschiedenen ritualrechtlichen Problemen befragt worden sein. Ein Besuch bei al-Walīd soll kurz nach dessen Herrschaftsantritt im Jahre 86 (= 705 n. Chr.) stattgefunden haben, ein weiterer Besuch, der aber mit seinen übrigen Lebensdaten kaum zu vereinbaren ist, wird für das Jahr 92 (= 710/11 n. Chr.) erwähnt.

### Tod und Begräbnis
Anas ibn Mālik soll der letzte noch lebende Prophetengefährte in Basra gewesen sein. Er selbst wird mit der Aussage zitiert, dass er der letzte Überlebende von denen sei, die das Gebet in Richtung der beiden Qiblas (d. h. Jerusalem und Mekka) verrichtet hatten. In mehreren Überlieferungen wird davon berichtet, wie Menschen, die ihn besuchten, ihm die Augen und Hände küssten, weil er damit den Propheten gesehen, bzw. berührt hatte.
In dem Jahr, bevor Anas starb, hielt er sich aus Krankheitsgründen nicht mehr an das Fastengebot. Um dies zu kompensieren, verköstigte er täglich 30 Bedürftige mit Brot und Fleisch.
Muhammad ibn Saʿd zitiert ʿAbdallāh ibn Yazīd al-Hudhalī mit der Aussage, dass er selbst anwesend war, als Anas ibn Mālik im Jahre 92 (= 710/11 n. Chr.) in Basra starb. Andere Datumsangaben für seinen Tod schwanken zwischen den Jahren zwischen 90 (708/9 n. Chr.) und 95 (713/14 n. Chr.). Nach Ibn al-Athīr starb Anas in seinem eigenen Haus, und Qatan ibn Mudrik al-Kilābī sprach das Totengebet für ihn. Muhammad ibn Saʿd führt dagegen mehrere Überlieferungen an, wonach auf Anas' Verfügung hin sein früherer Sekretär Muhammad Ibn Sīrīn seine Leiche wusch und das Totengebet für ihn sprach. Da Muhammad Ibn Sīrīn zu dieser Zeit wegen einer Schuld inhaftiert war, erhielt er vom Statthalter ʿUmar ibn Yazīd al-Usaidī speziell zur Verrichtung dieses Geschäfts Ausgang.
Anas wurde in seinem Haus begraben. Man steckte in die Totentücher ein Bündel mit Moschus und ein Büschel von dem Haar des Propheten. In der Zeit des Geographen al-Istachrī (10. Jh.) wurde sein Grab außerhalb von Basra in der Steppe gezeigt.

## Seine Rolle als Traditionarier
Nach an-Nawawī werden insgesamt 2286 Hadithe von Anas ibn Mālik überliefert. Damit ist er nach Abū Huraira und ʿAbdallāh ibn ʿUmar der wichtigste Traditionarier schlechthin. 168 von seinen Hadithen sollen sowohl al-Buchārī als auch Muslim ibn al-Haddschādsch in ihre Sammlungen aufgenommen haben, weitere 83 kommen allein bei al-Buchārī vor und weitere 71 allein bei Muslim vor. Umfassende Sammlungen von Hadithen, die Anas zugeschrieben werden, finden sich außerdem in dem Musnad von at-Tayālisī (st. 819/20) und in dem Musnad von Ahmad ibn Hanbal.
Anas überlieferte nicht von dem Propheten selbst, sondern auch von Abū Bakr, ʿUmar, ʿUthmān, seiner Mutter Umm Sulaim, Abū Dharr al-Ghifārī, Abū Huraira und Fātima bint Muhammad. Zu denjenigen, die von Anas überlieferten, gehörten neben seinen Söhnen Mūsā, Mālik, ʿAbdallāh und an-Nadr sein Sekretär Muhammad Ibn Sīrīn, al-Hasan al-Basrī und Qatāda ibn Diʿāma in Basra sowie Makhūl ibn Abī Muslim und ʿUmar ibn ʿAbd al-ʿAzīz in Syrien.
Mehrere von Anas' Hadithen betreffen Mohammeds Verhältnis zu seinen Ehefrauen. So wird er sowohl von al-Buchārī als auch von Muslim mit der Aussage zitiert, dass Mohammed an einem Vormittag nur mit einer großen Waschung bei neun seiner Frauen die Runde machte. Daneben gilt er als die wichtigste Autorität für Datierung und Offenbarungsanlass des sogenannten Hidschāb-Verses (Sure 33:53), mit dem das Verhüllungsgebot für Mohammeds Ehefrauen eingeführt wurde. Demnach erfolgte die Offenbarung dieses Verses im Zusammenhang mit der Heirat von Mohammed und Zainab bint Dschahsch im März 627.
Darüber hinaus tritt Anas ibn Mālik als Überlieferer mehrerer Wunderberichte über den Propheten auf. So gibt es einen in verschiedenen Versionen überlieferten Bericht, wonach Anas Mohammed bei einer Zusammenkunft mit dem Propheten Elias beobachtete. In einem anderen Wunderbericht, den Ibn al-Dschauzī in seiner Sammlung erfundener Hadithe anführt, wird erzählt, wie eines Nachts der Prophet al-Chidr dem Propheten die Aufwartung machte, um ihm zu huldigen. Zu einem direkten Kontakt zwischen al-Chidr und Mohammed soll es dabei nicht gekommen sein, vielmehr soll Anas als Bote zwischen den beiden Propheten hin- und hergelaufen sein und so die Kommunikation zwischen ihnen hergestellt haben. Sein eigenes langes Leben, seinen großen Reichtum und die große Zahl seiner Nachkommen soll Anas damit erklärt haben, dass der Prophet in einem Bittgebet genau dies für ihn erbeten hatte.
Auch Anas selbst wurde Wundertätigkeit nachgesagt. So soll er einmal in einer sommerlichen Dürreperiode durch sein Gebet bewirkt haben, dass eine Wolke heranzog und seinen Garten bewässerte und seine Zisterne mit Wasser füllte.

## Zweifel an der Authentizität der von ihm überlieferten Hadithe
Schon in vormoderner Zeit wurden Zweifel an der Echtheit der von Anas überlieferten Hadithe geäußert. Der basrische Traditionarier Abū l-ʿĀliya ar-Riyāhī (gest. zw. 708 und 714) wurde einmal gefragt, ob Anas wirklich beim Propheten gehört habe, was er indirekt bejahte. Nach einem anderen Bericht, den Muhammad ibn Saʿd anführt, wurde einmal Anas selbst, als er einen Hadith vortrug, gefragt, ob er diesen auch wirklich vom Gottesgesandten gehört habe. Er wurde daraufhin sehr wütend und sagte: „Nein, bei Gott, nicht alles, was wir euch als Hadith vortragen, haben wir vom Gottesgesandten gehört, aber wir verdächtigen uns doch nicht gegenseitig“.
In der modernen westlichen Hadith-Kritik wird angenommen, dass die im Namen von Anas ibn Mālik überlieferten Hadithe zum großen Teil spätere Zuschreibungen sind. Dies wird daran festgemacht, dass bei keinem dieser Hadithe Anas als common link fungiert, d. h. als Gewährsmann, bei dem alle späteren Überlieferungsstränge zusammenlaufen. Die Verbreitung von auf Anas gestützten Hadithen erfolgte erst sechzig bis hundert Jahre nach seinem Tod.
G.H.A. Juynboll hat auch die Authentizität der Berichte über Anas' Dienerschaft beim Propheten in Frage gestellt. Er macht dabei geltend, dass die frühesten arabischen Sammlungen historischer Berichte (aḫbār) wie zum Beispiel die Sīra von Ibn Ishāq (st. 767) diese Beziehung zum Propheten nicht erwähnen. Der früheste datierbare Hadith, in dem Anas als Diener des Propheten präsentiert wird, stammt nach den Ergebnissen seiner Forschung von dem basrischen Traditionarier Schuʿba ibn al-Haddschādsch (gest. 777). Da alle späteren Isnāde bei ihm zusammenlaufen, könne er als der common link betrachtet werden, d. h. als die Person, die für die Verbreitung der Tradition verantwortlich war. Juynboll betrachtet Anas als einen typischen Fall der künstlichen „Lebensverlängerung“ (age-stretching) durch spätere Traditionarier, die, um einen möglichst kurzen Isnād zu erhalten, ihn in die Überliefererkette einfügten und ihm ein hohes Alter, das bis zum Propheten zurückreichte, andichteten. Das Bestreben, bei den auf ihn gestützten Hadithen möglichst kurze Isnāde zu produzieren, zeigt sich nach Juynboll auch darin, dass man in diesen Isnāden unmittelbar nach ihm Humaid ibn Abī Humayd at-Tawīl (gest. 759/60) einfügte, einen Gewährsmann, der in gesicherten Hadithen nie direkt von Anas überliefert haben soll. Wie wichtig späteren Generationen die Überbrückung der Zeitspanne bis zum Propheten durch eine möglichst kurze Kette von Personen war, lässt sich an einem angeblichen Prophetenwort ablesen, als dessen Überlieferer kurioserweise wiederum Anas ibn Mālik auftritt. Es lautet: „Glücklich ist derjenige, der mich gesehen hat, derjenige, der jemanden gesehen hat, der mich gesehen hat, und derjenige, der jemanden gesehen hat, der jemanden gesehen hat, der mich gesehen hat.“
Juynboll vermutet, dass Anas erst um 641 geboren wurde. At-Tabarīs Bericht über Anas' Abordnung nach Basra im Jahre 639 hält er für unecht. Die anderen Berichte über Anas' Aktivitäten unter Abū Bakr und ʿUmar waren ihm offenbar nicht bekannt.